# Памятник Юлиушу Словацкому (Познань)
Памятник Юлиушу Словацкому (пол. Pomnik Juliusza Słowackiego) — памятник, находящийся в Познани (Польша) в парке Кароля Марцинковского недалеко от аллеи Независимости. Памятник посвящён польскому поэту Юлиушу Словацкому, который проживал в Познани в 1848 году.

## История
Памятник Юлиушу Словацкому был установлен в между двумя Мировыми войнами на месте бюста немецкого поэта Фридриха Шиллера. Автором памятника является польский скульптор Владислав Марцинковский, который создал его в 1923 году. Владислав Марцинковский также в 1899 году создал памятник Юлиушу Словацкому в Милославе.
Во время германской оккупации памятник избежал уничтожения. Он был зарыт в одном из городских парков.
Недалеко от памятника Юлиушу Словацкому располагается модернистская скульптура Павлин.